# Добрево
 Тази статия е за селото в България.  За селото в Северна Македония вижте Добрево (Община Пробищип).  
Добрево е село в Североизточна България - община Добричка, област Добрич, с население от 35 жители според официалното преброяване на населението в България през есента на 2021 г.

## География
Добрево е малко, тихо и спокойно южнодобруджанско село, с равнинен релеф и умерено-континентален климат.
Намира се на 2 км източно от село Свобода, на 4 км северно от село Овчарово, на 19 км северно от общинския и областен център град Добрич, на 56 км северозападно от морския бряг при град Балчик, на 59 км северозападно от курортен комплекс Албена, на 67 км северно от Летище Варна, на 18 км северно от международния път Варна-Добрич-Кардам-Кюстенджа/Констанца (Румъния), на 50 км от ГКПП Кардам и на 31 км от ГКПП Крушари при границата с Румъния.
Местното население е изцяло с български етнически произход. Вече има закупени къщи от британци. Броят на населението спада от 118 жители през 2002 г. до 35 жители през 2021 г.

## История
Някога в селото са живели немски колонисти-католици – добруджански немци. Носело е името Али Анифе калфа, а след 1940 г. е преименувано на Германци заради населението си. Преселват се обратно в германските земи според хитлеровата политика Heim ins Reich заедно с германците от Северна Добруджа. През 1943 г. в село Германци, Никополска епархия, има все още 150 католици, изградили си църковен храм в католически стил, който впоследствие преминава в лоното на Българската православна църка. През 1940 г., при възвръщането на Южна Добруджа към България, тук се преселват десетки семейства севернодобруджански българи.

## Население
Преброяване на населението през 2011 г.
Численост и дял на етническите групи според преброяването на населението през 2011 г.:
|                     | Численост | Дял (в %) |
| Общо                | 70        | 100,00    |
| Българи             | 41        | 58,57     |
| Турци               | 0         | 0,00      |
| Цигани              | 0         | 0,00      |
| Други               | 0         | 0,00      |
| Не се самоопределят | 0         | 0,00      |
| Неотговорили        | 29        | 41,42     |

## Културни и природни забележителности
- В Али Анифе някога е живял известният Йовков герой от „Песента на колелетата“, Сали Яшар – майсторът на каруци.
- Църква и немска енория „Свети Йоан Кръстител“